# Selección de fútbol de Sealand
La Selección de fútbol de Sealand es el equipo representativo de dicha micronación en partidos y competiciones no oficiales. Dado que se trata de una micronación no reconocida por ningún país del mundo, no es miembro ni de la FIFA ni de la UEFA, por lo que no pueden participar en torneos internacionales. La selección fue miembro provisional de la NF-Board en el 2005 y miembro asociado desde 2006 hasta la desaparición de la NF en 2013.  Durante 2004 y hasta 2006 esta selección estuvo compuesta por jugadores del club danés Vestbjerg Vintage Idrætsforening, un club de veteranos de la localidad de Aalborg.

## Historia
La historia de este equipo comienza el 30 de mayo de 2003, cuando Michael Bates, príncipe de Sealand, escribió una carta a Christian Olsen en la cual le informaba que su club había sido elegido para representar al principado a nivel internacional a partir de la temporada 2003-2004.
En 2004 el autogobierno de Sealand dio a conocer un comunicado en el que anunciaba que el Vestbjerg, representando a Sealand, había jugado su primer partido internacional contra las Islas de Åland el cual habría terminado empatado a 2 goles.
Un reporte posterior en noviembre de 2004 decía que Sealand había terminado de jugar su primera temporada y que ya preparaban la siguiente, el mismo reporte decía que estaban tratando de organizar un partido contra Tíbet del cual tampoco se han tenido noticias.
Un reporte en la página web de la FIFI Wild Cup fechado el 19 de mayo de 2006 dice que Sealand habría jugado y perdido un partido contra Chipre del Norte, pero no ofrece ningún detalle sobre la realización del partido, pero de lo que se sabe, es que la victoria fue para los turco-chipriotas por el marcador de 6-1 lo que sería la segunda peor goleada internacional para los silándicos.
En julio de 2013 por el torneo Tynwald Hill celebrado en la Isla de Man, sufriría la peor goleada de su historia al caer contra Occitania por el marcador de 8-0. En aquel torneo, Sealand tendría un bajo rendimiento al perder por el mencionado 8-0; también perdió con Tamil Eelam por 5-3, terminando así en el último lugar de su grupo. Finalmente se despidió del torneo venciendo a Alderney por el marcador de 2-1 en el partido por el quinto puesto.
Se tienen más informes de inicios de este año, como cuando enfrentó a Islas Chagos (1-3, 4-2 y 1-1), Alderney (2-1) y Somalilandia (2-2).
Sealand se sometió a una gira por Europa por primera vez en agosto de 2014, que resultó ser un gran éxito. En Coira, marcaron su mejor resultado internacional en la victoria por 6-1 sobre Recia, gracias a esto, logró Dan Hughes convertirse en el récord goleador con 4 goles, antes de una victoria por 3-2 sobre Seborga en Ospedaletti, Italia. Hughes añadió a su cuenta en ese juego y los silándicos demostraron su buen momento que atraviesan, tras seis partidos estando invicto sin conocer la derrota.
En 2018, se rechazó su solicitud de entrar en la CONIFA.

## Estadio
El equipo de Sealand  es local en el Bill Kyte Stadium, ubicado en la ciudad de Godalming, Inglaterra, donde es juega como local el equipo semiprofesional Godalming Town F.C de la	Southern Combination Division One, la décima división del fútbol inglés. Este estadio posee césped natural y tiene una capacidad para 3.000 espectadores.

## Equipación
Los colores de la equipación de Sealand están basadas en la bandera de Sealand. Su equipación original consistía en una camisa roja con una franja horizontal en medio blanca, pantalón negro y medias blancas.
Para el torneo Tynwald Hill Tournament, Sealand introdujo un nuevo equipamiento de local Nike, en color rojo, con una franja blanca en la parte derecha y unas mangas blancas en ambas partes de la camiseta. En la derrota de 8-0 contra Occitania, Sealand usó por primera vez su uniforme alternativo que consistía en una camiseta blanca, unos pantalones rojos y medias negras.
La actual, consiste en una camiseta Nike completamente roja, con el escudo de Sealand en el lado izquierdo.

## Entrenadores
| Club            | País       | Año           |
| --------------- | ---------- | ------------- |
| Christian Olsen | Dinamarca  | 2005 - 2009   |
| Neil Forsyth    | Escocia    | 2009 - 2013   |
| Julian Dicks    | Inglaterra | 2013          |
| Ed Stubbs       | Australia  | 2013-presente |

## Partidos
| Fecha                 | Lugar                  | Rival        | Resultado      |
| --------------------- | ---------------------- | ------------ | -------------- |
| 15 de mayo de 2004    | Åland                  | Åland        | 2-2            |
| 5 de mayo de 2012     | Godalming, Inglaterra  | Islas Chagos | 1-3            |
| 25 de agosto de 2012  | Alderney               | Alderney     | 1:1 (5:4 pen.) |
| 8 de marzo de 2013    | Godalming, Inglaterra  | Alderney     | 2:1            |
| 4 de julio de 2013    | St John's, Isla de Man | Tamil Eelam  | 3:5            |
| 5 de julio de 2013    | St John's, Isla de Man | Occitania    | 8-0            |
| 7 de julio de 2013    | St John's, Isla de Man | Alderney     | 2:1            |
| 23 de febrero de 2014 | Godalming, Inglaterra  | Islas Chagos | 4-2            |
| 5 de mayo de 2014     | Crawley, Inglaterra    | Islas Chagos | 1:1 (3-4 pen.) |
| 17 de mayo de 2014    | Londres, Inglaterra    | Somalilandia | 2:2            |
| 9 de agosto de 2014   | Chur, Suiza            | Recia        | 6-1            |
| 10 de agosto de 2014  | Ospedaletti, Italia    | Seborga      | 2-3            |

### Estadísticas por rival
| Oponente     | PJ | PG | PE* | PP | GF | GC |
| ------------ | -- | -- | --- | -- | -- | -- |
| Åland        | 1  | 0  | 1   | 0  | 2  | 2  |
| Alderney     | 3  | 2  | 1   | 0  | 5  | 3  |
| Islas Chagos | 3  | 1  | 1   | 1  | 6  | 6  |
| Recia        | 1  | 1  | 0   | 0  | 6  | 1  |
| Seborga      | 1  | 1  | 0   | 0  | 3  | 2  |
| Somalilandia | 1  | 0  | 1   | 0  | 2  | 2  |
| Tamil Eelam  | 1  | 0  | 0   | 1  | 3  | 5  |
| Occitania    | 1  | 0  | 0   | 1  | 0  | 8  |
| Total        | 12 | 5  | 4   | 3  | 27 | 29 |

- Incluyen partidos eliminatorios decididos por penales.

## Estadísticas
Sealand no ha logrado ningún título pese a haber estado federado a la NF-Board, cuyo campeonato era la Copa Mundial VIVA. El estadio local se halla en Inglaterra, por lo que gran parte de los jugadores de la selección son ingleses, y que adoptaron nacionalidad sea-landesa; además de los jugadores del club de Dinamarca.

### Copa Mundial VIVA
| Año   | Posición     | GP           | G            | E            | P            | GA           | GC           |
| ----- | ------------ | ------------ | ------------ | ------------ | ------------ | ------------ | ------------ |
| 2006  | No participó | No participó | No participó | No participó | No participó | No participó | No participó |
| 2008  | No participó | No participó | No participó | No participó | No participó | No participó | No participó |
| 2009  | No participó | No participó | No participó | No participó | No participó | No participó | No participó |
| 2010  | No participó | No participó | No participó | No participó | No participó | No participó | No participó |
| 2012  | No participó | No participó | No participó | No participó | No participó | No participó | No participó |
| Total | 0.º          | 0            | 0            | 0            | 0            | 0            | 0            |